# John Rich

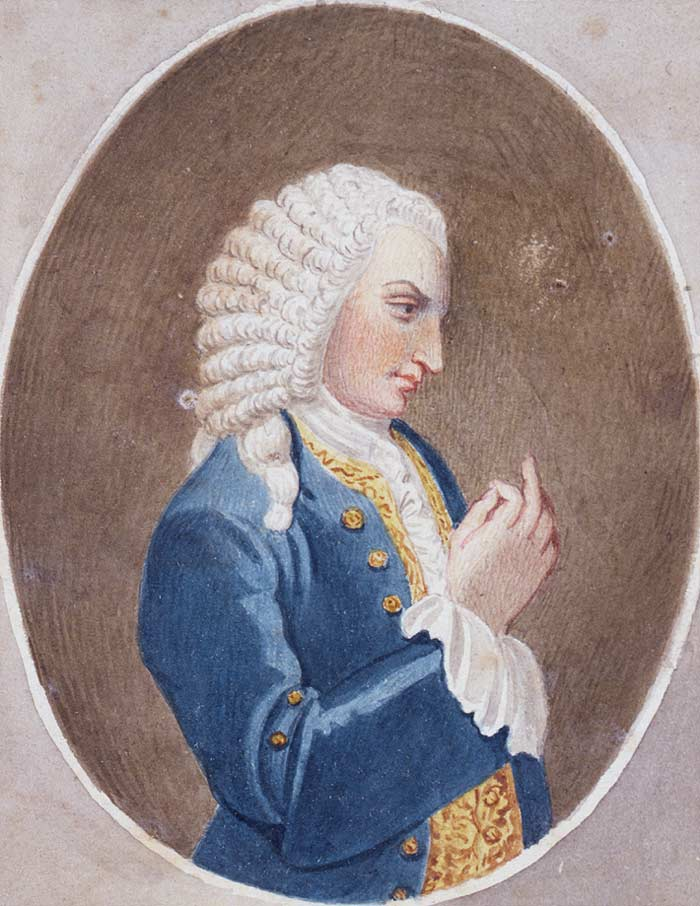
John Rich

John Rich (1682 - 1761) fue un importante director de teatro londinense del siglo XVIII. Abrió el Teatro Nuevo en Lincoln's Inn Fields (1714) y comenzó a representar lujosas producciones. Introdujo la pantomima en la escena inglesa y él mismo interpretó la figura de Arlequín desde 1717 hasta 1760 bajo el nombre de "Lun." Su teatro se especializó en lo que los contemporáneos llamaron "spectacle." Hoy se le llamaría "efectos especiales." Sus representaciones incluirían disparos de cañón reales, animales y múltiples artificios de batalla. 
En 1728, Rich era sinónimo de producciones lujosas y exitosas. Lewis Theobald trabajaba para Rich escribiendo pantomimas. Cuando Alexander Pope escribió la primera versión de La dunciada, y aún más en la segunda y tercera ediciones, Rich aparece como el primer síntoma de la enfermedad de la degeneración del gusto. En su Dunciad Variorum de 1732, hace que John Rich sea el ángel de la diosa Aburrimiento. 
Al mismo tiempo, 1728 fue el año en que Rich produjo la obra de John Gay The Beggar's Opera. John Gay era un gran amigo y frecuente colaborador de Pope. En 1732, Rich abrió el Teatro Real de Covent Garden, el primero de los tres teatros del lugar, hoy conocido como la Royal Opera House.
Rich recibió el 75% de participación en el teatro de Lincoln's Inn Fields de su padre, Christopher Rich, a su muerte en 1714. Para entonces, Rich ya había empezado a actuar en obras y a intervenir en la dirección teatral. Su padre había establecido una reputación y dirección al Lincoln's Inn Theatre durante la Guerra de los Teatros de los años 1690, y John Rich la continuó. John Rich exageró la teatralidad de los espectáculos de la Restauración. Rich disputó muchas batallas con compañías de actores y directores rivales, como Colley Cibber. En su Apología, Cibber echa la culpa a Rich de que se disparasen los precios de las producciones teatrales. Los satíricos consideraban que era culpa de ambos. 